# Chilicola longitarsa
Chilicola longitarsa is een vliesvleugelig insect uit de familie Colletidae. De wetenschappelijke naam van de soort is voor het eerst geldig gepubliceerd in 1851 door Spinola.